# Astragalus aleppicus
Astragalus aleppicus is een plantensoort uit de vlinderbloemenfamilie (Fabaceae). Het is een niet houtachtige vaste plant met witachtige tot gele bloemen. De soort komt voor van Zuid-Turkije tot in Noord-Irak en Jordanië. Hij groeit daar in struiksteppes en garrigue.
... · 
A. bibullatus ·
A. cicer (bergerwt) ·
A. didymocarpus · 
A. glycyphyllos (wilde hokjespeul) ·
A. whitneyi ·
...